# Radka Stoiànova
Radka Stoiànova (búlgar: Радка Йорданова Стоянова)  (Varna, 7 de juliol de 1964) és una remadora búlgara, ja retirada, que va competir durant la dècada de 1980.
El 1988 va prendre part en els Jocs Olímpics d'Estiu de Seül on, fent parella amb Lalka Berbèrova, va guanyar la medalla de plata en la prova del dos sense timoner del programa de rem. En el seu palmarès també destaca una medalla de plata en el vuit amb timoner als Jocs de l'Amistat de 1984. Al Campionat del món de rem no aconseguí cap medalla en les diverses participacions.